# Kardon-slægten
Kardon (Cynara) er en lille slægt, med ca. 10 arter, som er udbredt i Middelhavsområdet, Nordafrika og de Kanariske øer. Det er høje, grove, tidselagtige stauder med fligede blade, der er tornede på alle fligene. Blomsterne bæres i en stor, endestillet kurv.
| Arter |

- Artiskok (Cynara scolymus)
- Kardon (Cynara cardunculus)